# Kluane / Wrangell–St. Elias / Glacier Bay / Tatshenshini-Alsek
Kluane / Wrangell–St. Elias / Glacier Bay / Tatshenshini-Alsek je název jedné z lokalit světového přírodního dědictví UNESCO, která sestává ze čtyř přírodních parků na území Kanady a USA. Toto souvislé chráněné území má souhrnnou rozlohu 98 391 km² a rozprostírá se na pomezí kanadské provincie Britská Kolumbie, teritoria Yukon a státu USA Aljaška. Zahrnuje podstatnou část největšího ledovcového pole mimo polární oblasti v pohoří Saint Elias Mountains a Wrangellova pohoří.

## Popis
Nejvyšší partie chráněného území sahají do nadmořské výšky přes 5000 m, spodní výškovou hranicí parků je hladina moře. Nachází se zde deset z patnácti nejvyšších hor Severní Ameriky (Mount Logan, Mount Saint Elias, Mount Lucania, King Peak, Mount Bona a další). Krajina parků zahrnuje pobřežní nížiny, lesy tajgy, alpinské louky, horské hřebeny a ledovce. Podnebí na západní straně pohoří je ovlivňováno blízkostí moře a je vlhčí, zatímco vnitrozemská, východní strana má sušší klima. V centrální části se rozkládají ledovce. 
Zdejší řeky napájené vodou z ledovců jsou domovem mnoha rybích druhů. Ze zdejší fauny lze jmenovat např. druhy: baribal stříbřitý, ovce aljašská, medvěd grizzly, kamzík bělák, sob karibu, sysel Parryův, kojot, rejsek aljašský a vydra severoamerická. 

## Přehled území
| Území                                  | Rozloha    | Poloha           | OSM relace |
| -------------------------------------- | ---------- | ---------------- | ---------- |
| Kluane National Park and Reserve       | 21 980 km² | Yukon            | 9561308    |
| Tatshenshini-Alsek Provincial Park     | 9 580 km²  | Britská Kolumbie | 2590560    |
| Wrangell–Saint Elias National Park     | 33 683 km² | Aljaška          | 6561033    |
| Wrangell-Saint Elias National Preserve | 19 639 km² | Aljaška          | 6560950    |
| Glacier Bay National Park and Preserve | 13 124 km² | Aljaška          | 6077677    |

## Fotogalerie

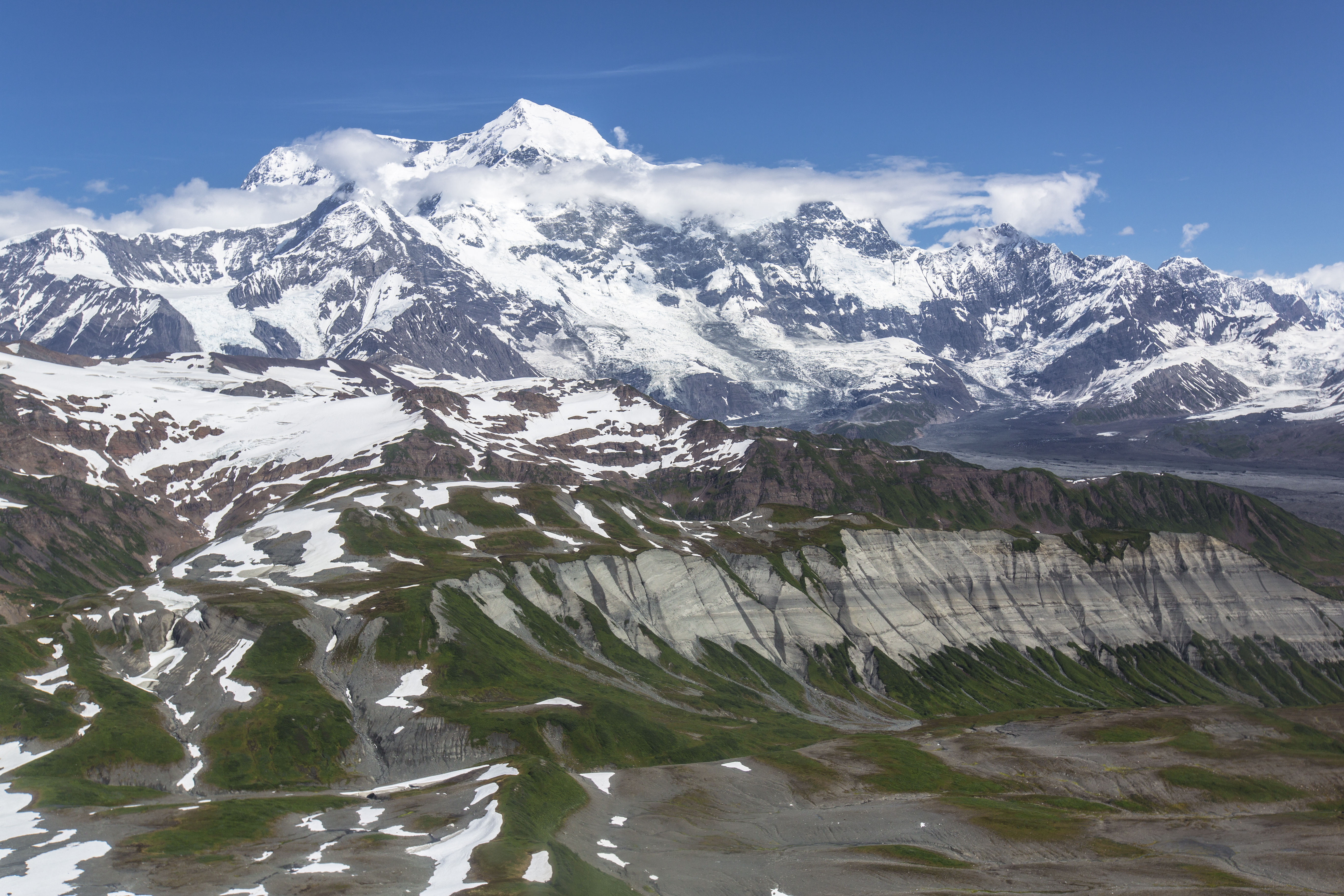
Mount Saint Elias
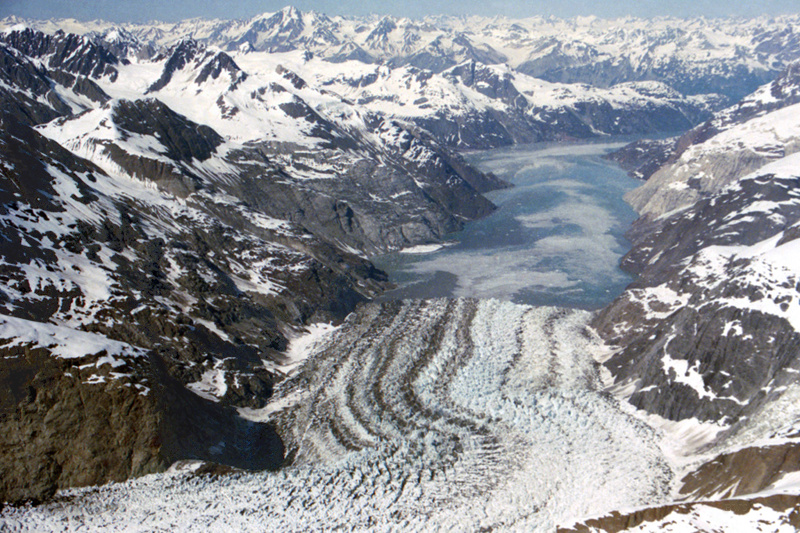
Johns Hopkins Glacier
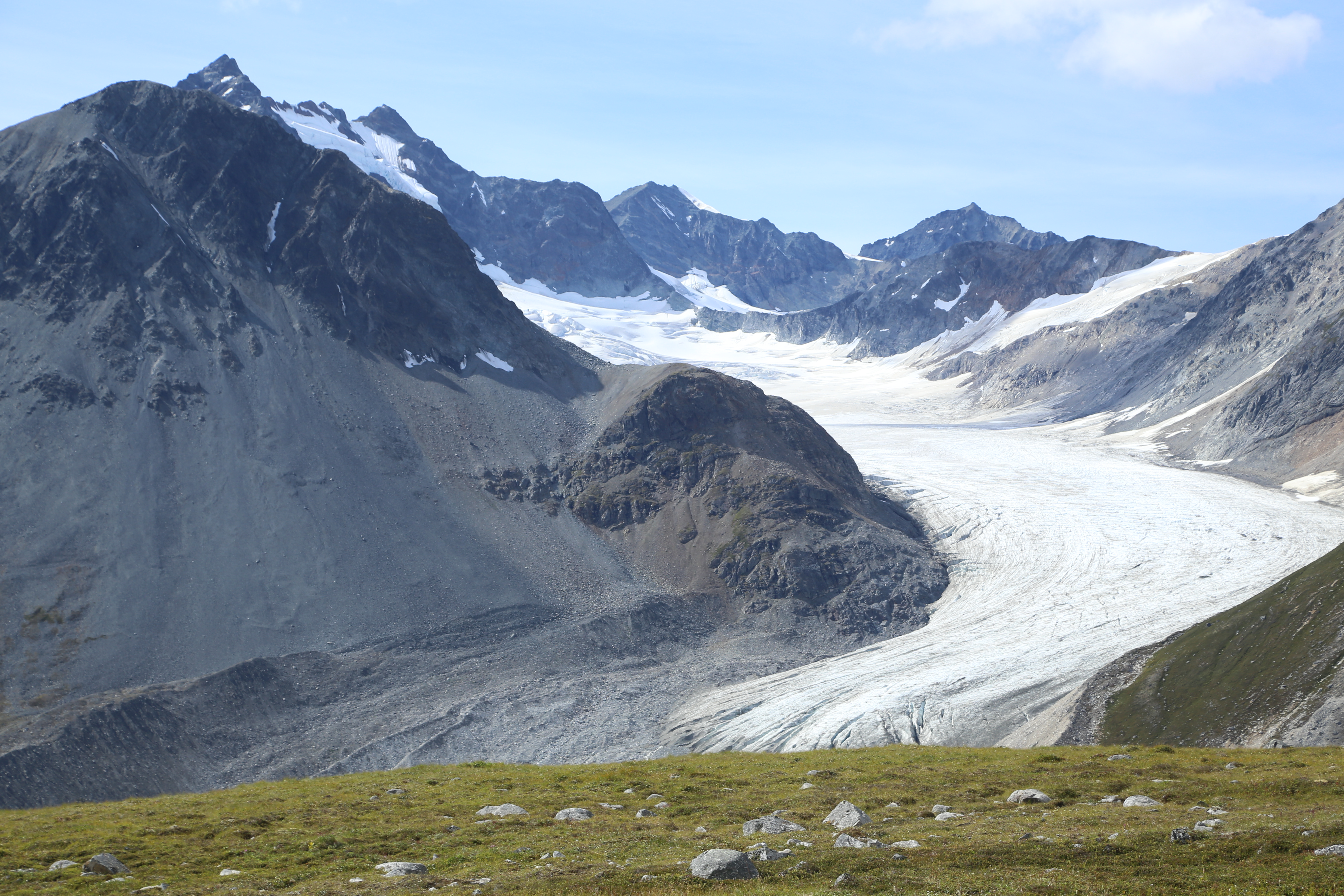
Samuel Glacier
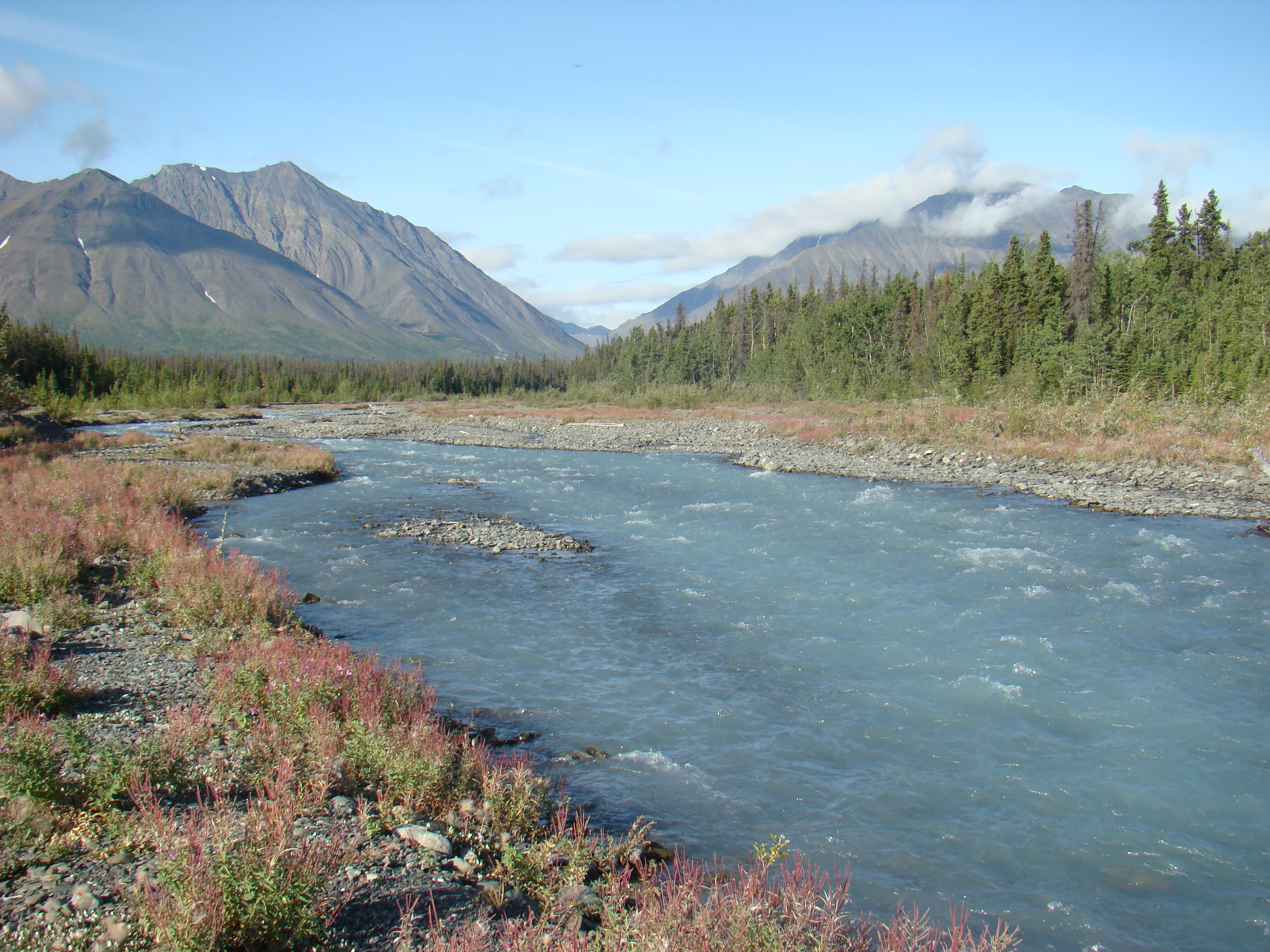
Quill Creek
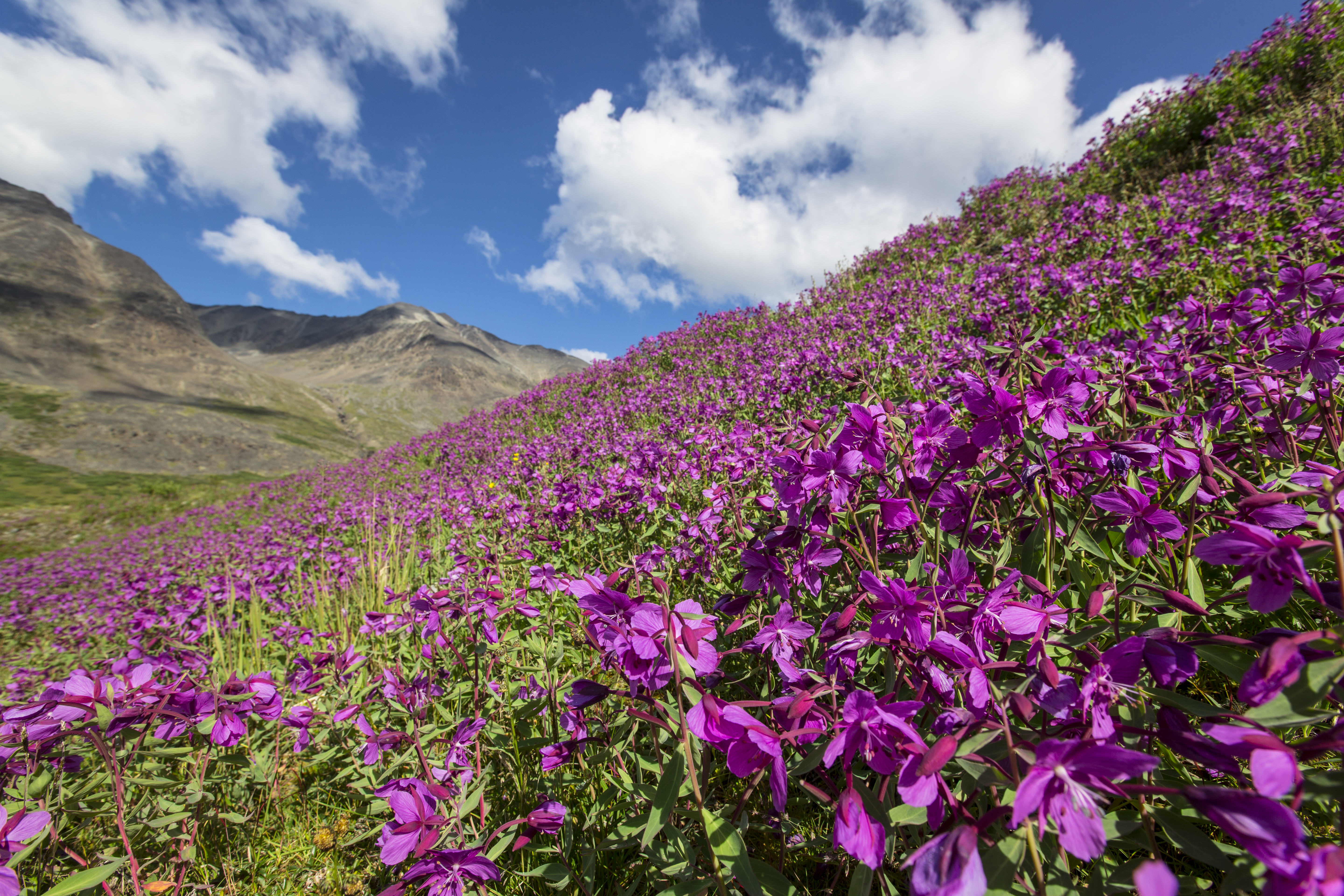
Bremner